# Dég
Dég ist eine ungarische Gemeinde im Kreis Enying im Komitat Fejér.

## Überblick
Dég liegt in der Region Mitteltransdanubien, etwa halbwegs zwischen Siófok und Dunaújváros, an der Hauptstraße 64 zwischen dem Südostufer des Balaton an der Autobahn M7 bzw. der Hauptstraße 7 zwischen Budapest und der Grenze zu Slowenien/Kroatien und Simontornya an der „Querverbindung“, der Hauptstraße 61 zwischen Nagykanizsa und Dunaföldvár. Der Ort hat 2.077 Einwohner (Stand 2021).
Der Ortsname stammt aus der deutschen Bezeichnung Deeg oder Degu. Eine intensivere Besiedlung fand aber erst im 18. Jahrhundert statt, insbesondere mit der Errichtung des Schloss Festetics nach den Plänen von  Mihály Pollack. Das 1810 bis 1815 erbaute neoklassizistische Herrenhaus liegt in einem 300 ha großen, unter Naturschutz stehenden englischen Park. Zwischen jahrhundertealten Steineichen liegt an einem Seerosenteich das Holländerhaus. Bis 1944 war es Sitz der Adelsfamilie Festetics. Das in öffentlicher Hand befindliche Anwesen wurde 2008 renoviert und ist zugänglich.
1820 wurde eine katholische Kirche errichtet, ebenfalls nach Plänen von Mihály Pollack. Im 19. Jahrhundert gab es die Titularabtei der heiligen Jungfrau Maria in Dég unter Abt Jacob Mislin.

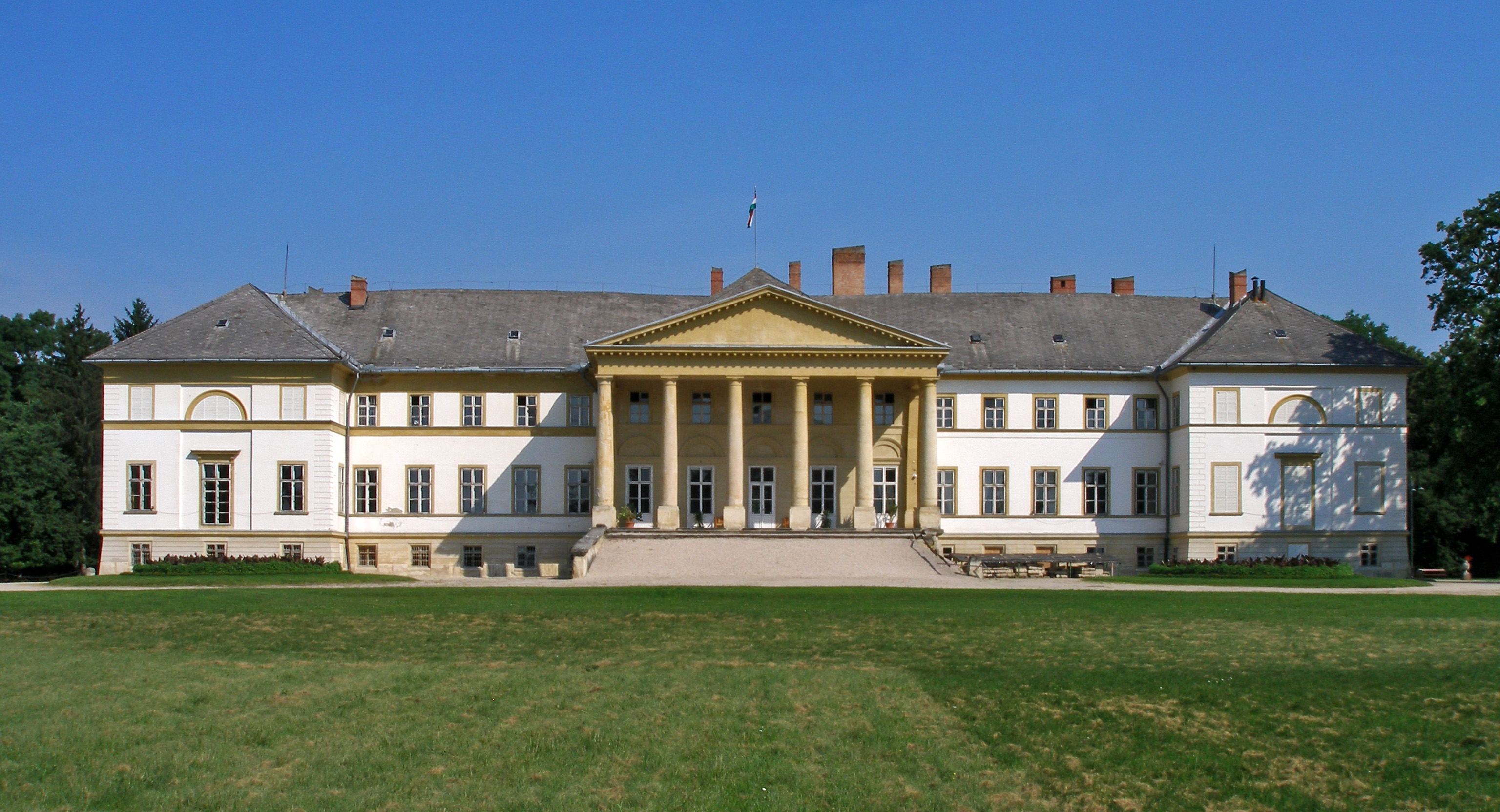
Schloss Festetics
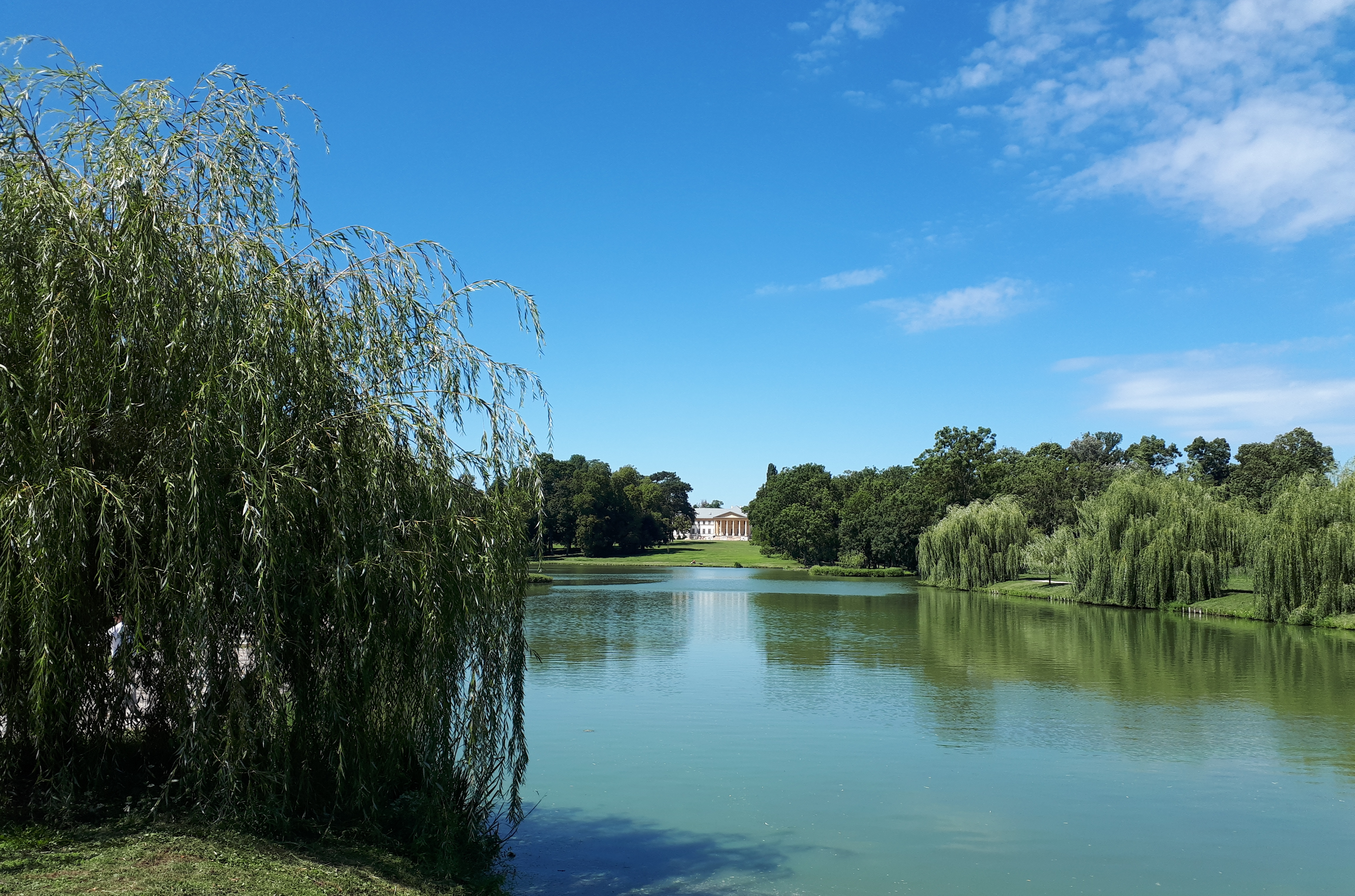
Schlosspark mit Schloss im Hintergrund
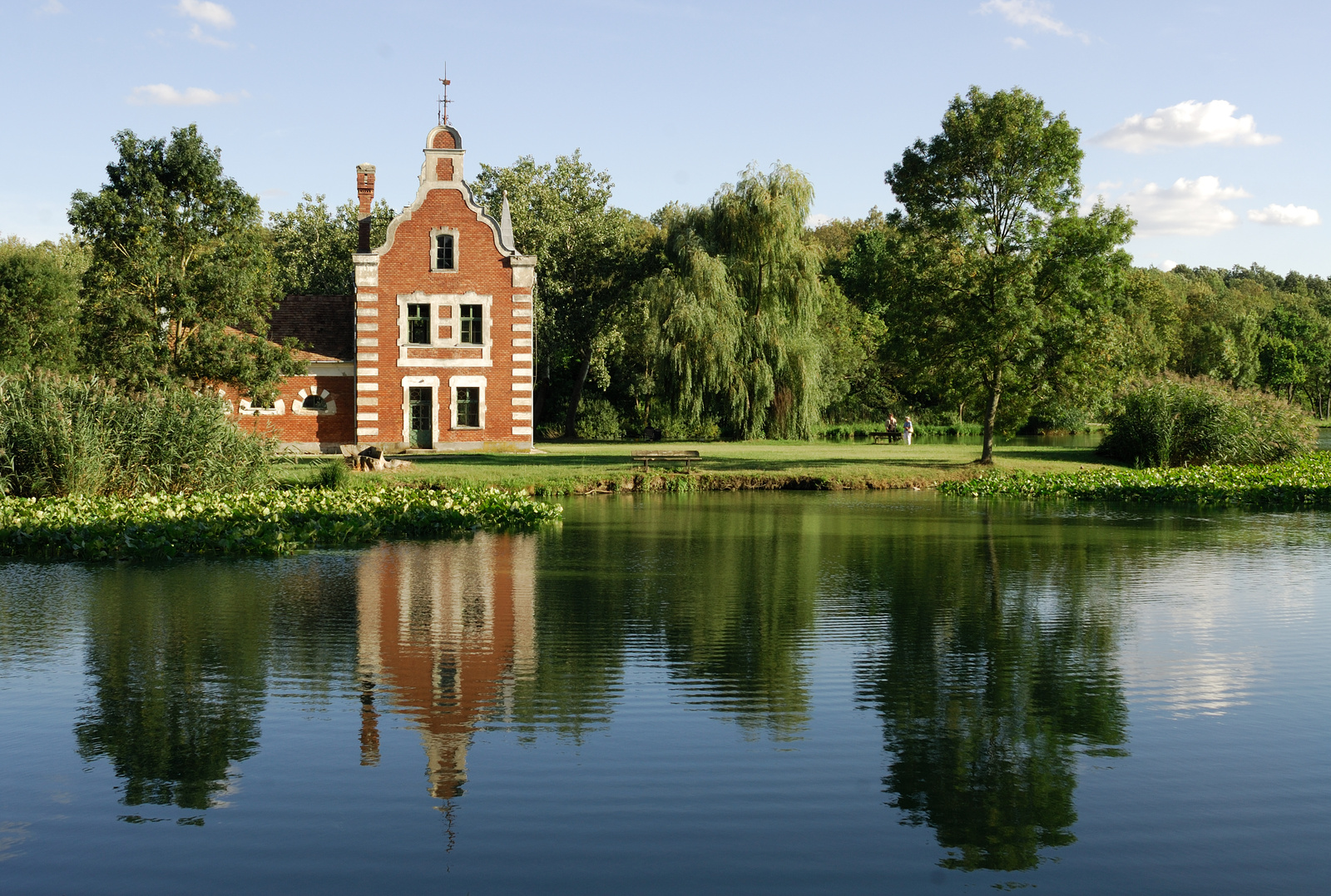
Holländerhaus im Park des Schlosses
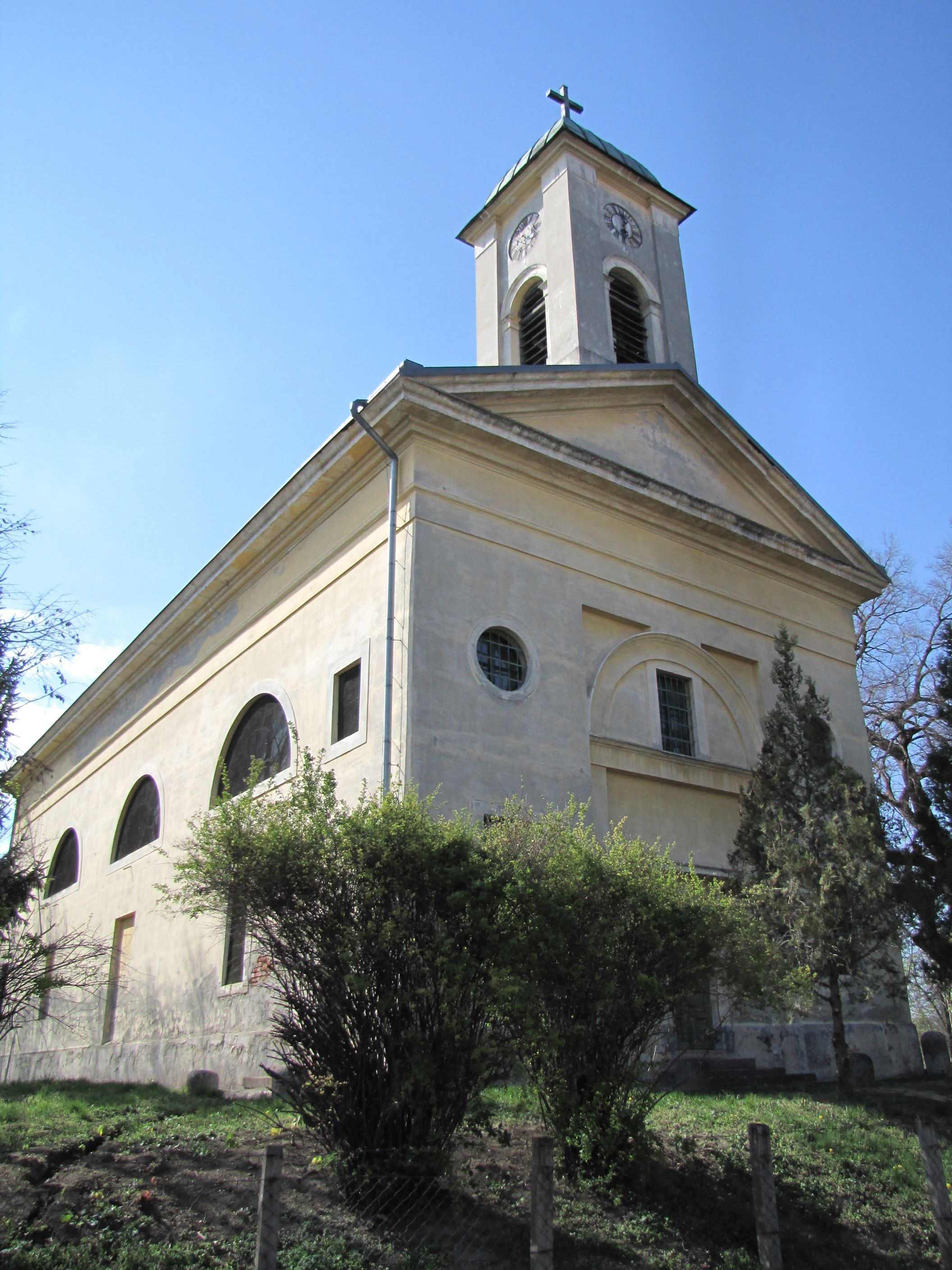
Katholische St.-Anna-Kirche

## Persönlichkeiten
- Sándor Festetics (1882–1956), Politiker, Minister für Verteidigung, Grundbesitzer
- Pál Kovács (1808–1886), Arzt, Schriftsteller, Dramatiker, Journalist, Mitglied der Ungarischen Akademie der Wissenschaften
- Ékes Lajos Körmendy (1876–1951), Schriftsteller, Politiker